# Glenn Surgeloose
Glenn Surgeloose (né le 4 septembre 1989 à Gand) est un nageur belge, spécialiste de nage libre.

## Biographie
Il remporte la médaille de bronze en 200 m nage libre lors des Championnats d'Europe juniors 2007 à Anvers.
Il a battu à plusieurs reprises le record de Belgique du 200 m nage libre.
Lors des Championnats d'Europe 2014, il remporte la médaille de bronze avec le relais belge du 4 x 200 m qui réalise par la même occasion le meilleur temps national.
Aux Championnats d'Europe en petit bassin 2015, il bat le record de Belgique du 200 m nage libre en terminant premier des séries en 1 min 42 s 94. Lors de la finale, il décroche la médaille de bronze derrière Paul Biedermann et Pieter Timmers qui améliore le record de Belgique en 1 min 42 s 85.

## Palmarès

### Jeux olympiques
| Discipline           | Pékin 2008          | Pékin 2008         |
| -------------------- | ------------------- | ------------------ |
| 200 m nage libre     | 30e                 | 1 min 48 s 92      |
|                      | Londres 2012        |                    |
| 200 m nage libre     | 25e                 | 1 min 48 s 77      |
| 4 × 200 m nage libre | 12e                 | 7 min 14 s 44      |
|                      | Rio de Janeiro 2016 |                    |
| 200 m nage libre     | 14e (df)            | 1 min 47 s 36      |
| 4 × 100 m nage libre | 6e (f)              | 3 min 13 s 57 (RN) |
| 4 × 200 m nage libre | 8e (f)              | 7 min 11 s 64      |

### Championnats du Monde

#### En grand bassin de 50 m
| Discipline           | Melbourne 2007 | Melbourne 2007    |
| -------------------- | -------------- | ----------------- |
| 100 m nage libre     | 69e            | 51 s 95           |
| 200 m nage libre     | 42e            | 1 min 51 s 66     |
|                      | Rome 2009      |                   |
| 100 m nage libre     | 64e            | 50 s 37           |
| 200 m nage libre     | 47e            | 1 min 50 s 03     |
| 4 × 100 m nage libre | 17e            | 3 min 17 s 97     |
| 4 × 200 m nage libre | 14e            | 7 min 17 s 43     |
|                      | Shanghai 2011  |                   |
| 200 m nage libre     | 26e            | 1 min 48 s 96     |
| 4 × 200 m nage libre | 13e            | 7 min 17 s 39     |
|                      | Barcelone 2013 |                   |
| 200 m nage libre     | 25e            | 1 min 49 s 04     |
| 4 × 100 m nage libre | 9e             | 3 min 15 s 52     |
| 4 × 200 m nage libre | 7e (f)         | 7 min 11 s 15     |
|                      | Kazan 2015     |                   |
| 4 × 100 m nage libre | 9e             | 3 min 15 s 50     |
| 4 × 200 m nage libre | 6e (f)         | 7 min 9 s 64 (RN) |

#### En petit bassin de 25 m
| Discipline           | Doha 2014 | Doha 2014          |
| -------------------- | --------- | ------------------ |
| 200 m nage libre     | 23e       | 1 min 44 s 41      |
| 400 m nage libre     | 42e       | 3 min 49 s 45      |
| 4 × 50 m nage libre  | 4e (f)    | 1 min 24 s 72 (RN) |
| 4 × 100 m nage libre | 6e (f)    | 3 min 7 s 54 (RN)  |
| 4 × 200 m nage libre | 5e (f)    | 6 min 52 s 66 (RN) |

### Championnats d'Europe

#### En grand bassin de 50 m
- Championnats d'Europe 2014 (Berlin) :
  -  Médaille de bronze du 4 × 200 m nage libre.
- Championnats d'Europe 2016 (Londres) :
  -  Médaille de bronze du 4 × 100 m nage libre.
  -  Médaille d'argent du 4 × 200 m nage libre.

| Discipline           | Eindhoven 2008 | Eindhoven 2008     |
| -------------------- | -------------- | ------------------ |
| 200 m nage libre     | 21e            | 1 min 50 s 19      |
| 4 × 200 m nage libre | 11e            | 7 min 21 s 08      |
|                      | Budapest 2010  |                    |
| 100 m nage libre     | 27e            | 50 s 23            |
| 200 m nage libre     | 8e (f)         | 1 min 48 s 29      |
| 100 m papillon       | 11e (df)       | 52 s 95            |
| 4 × 100 m nage libre | 7e (f)         | 3 min 18 s 12      |
| 4 × 200 m nage libre | 7e (f)         | 7 min 19 s 96      |
|                      | Debrecen 2012  |                    |
| 200 m nage libre     | 13e (df)       | 1 min 49 s 79      |
| 4 × 200 m nage libre | 4e (f)         | 7 min 15 s 58 (RN) |
|                      | Berlin 2014    |                    |
| 100 m nage libre     | 35e            | 50 s 29            |
| 200 m nage libre     | 15e (df)       | 1 min 48 s 97      |
| 4 × 100 m nage libre | 5e (f)         | 3 min 16 s 62      |
| 4 × 200 m nage libre | 3e (f)         | 7 min 10 s 39 (RN) |
|                      | Londres 2016   |                    |
| 100 m nage libre     | 7e (f)         | 48 s 75            |
| 200 m nage libre     | 5e (f)         | 1 min 47 s 05      |
| 4 × 100 m nage libre | 3e (f)         | 3 min 14 s 30      |
| 4 × 200 m nage libre | 2e (f)         | 7 min 8 s 28 (RN)  |

#### En petit bassin de 25 m
- Championnats d'Europe 2015 (Netanya) :
  -  Médaille de bronze du 200 m nage libre.

| Discipline       | Rijeka 2008    | Rijeka 2008   |
| ---------------- | -------------- | ------------- |
| 100 m nage libre | 40e            | 48 s 88       |
| 200 m nage libre | 23e            | 1 min 45 s 96 |
| 200 m nage libre | 20e            | 3 min 48 s 50 |
|                  | Eindhoven 2010 |               |
| 200 m nage libre | 8e (f)         | 1 min 46 s 13 |
| 100 m papillon   | 15e (df)       | 52 s 85       |
| 4 × 50 m 4 nages | 8e (f)         | 1 min 39 s 32 |
|                  | Chartres 2012  |               |
| 100 m nage libre | 10e            | 48 s 0        |
| 200 m nage libre | 8e (f)         | 1 min 44 s 93 |
| 400 m nage libre | 3e (s)         | 3 min 43 s 84 |
| 100 m 4 nages    | 8e (s)         | 54 s 09       |
|                  | Herning 2013   |               |
| 200 m nage libre | 7e (f)         | 1 min 44 s 53 |
| 400 m nage libre | 23e            | 3 min 46 s 07 |
|                  | Netanya 2015   |               |
| 100 m nage libre | 5e (f)         | 47 s 21       |
| 200 m nage libre | 3e (f)         | 1 min 43 s 55 |

Légende
(df) : demi-finale, (f) : finale, (RN) : Record National